# 오른손 법칙

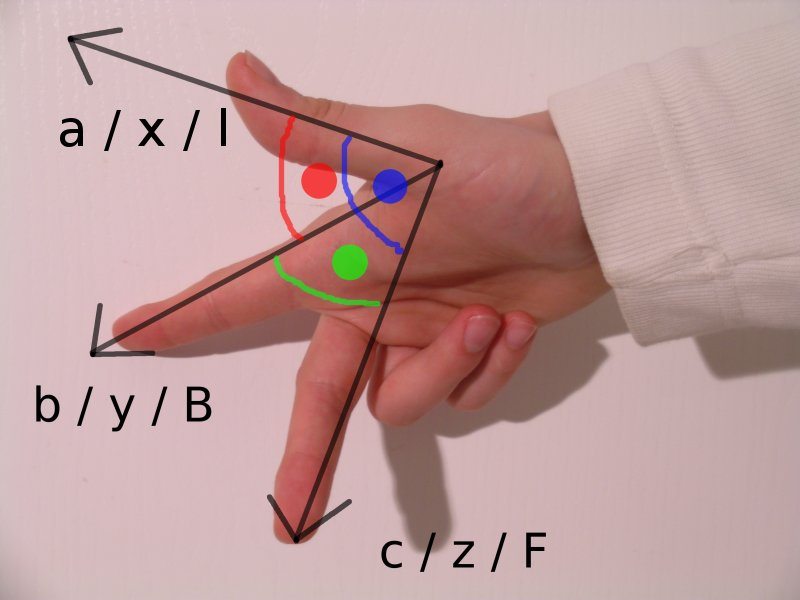

오른손 법칙(right-hand rule)은 삼차원 공간에서 좌표계의 오른손 좌표계를 잡는 법이다. 벡터곱, 전자기 유도에 의한 기전력의 방향, 방향 벡터 (회전축)에 근거한 오른손 좌표계의 회전 방향, 나선형 감기는 방향 등의 정의를 표현한 것을 가리킨다.
수학과 물리학에서, 오른손 법칙은 삼차원 벡터 표기관습을 이해하기 위한 일반적인 기억법이다.

## 앙페르(암페어)의 오른손 나사 법칙

### 소개
앙페르의 오른손 나사법칙은 (또는 오른손잡이법칙, 커피 머그컵 법칙, 또한 코르크 마개 뽑이 법칙이라 불리는) 몸, 자기장, 액체의 회전을 나타내기 위해 벡터가 정의 되어야 할때, 어떻게 해당하는 회전이 발생하는지 이해하기 위해 회전벡터를 정의하는 것이 필요할 때 사용된다. 이것은 전류가 발생하는 자기장에서 전류와 자기장 간의 연결을 드러낸다.
이 규칙은 앙페르의 이름을 따서 정해졌는데, 프랑스의 물리학자이자 수학자인 앙페르는 자석 바늘로 실험을 한 또 다른 물리학자인 에르스텟에 의해 격려받았다.
에르스텟은 도선에 흐르는 전류의 가까이에 있을 때 바늘이 소용돌이 치는 것을 관찰했다. 그리고 그는 전기가 자기장을 만들 수 있다는 결론을 내렸다.

### 적용
이 규칙은 앙페르의 회로법칙의 두가지의 상호보완적인 적용에 사용된다.
1. 전류는 자기장을 만들면서 솔레노이드에 흐른다. 손가락을 전류의 방향으로 한 채, 솔레노이드 주변에서 오른손을 감싸쥘 때, 엄지손가락은 자기의 북쪽의 방향을 가리킨다.
2. 전류가 직선도선을 통과한다. 여기서, 엄지손가락은 (양극에서 음극으로의) 전류의 흐름을 가리킨다. 그리고 손가락들은 전기력선의 자속방향을 가리킨다.

이 규칙은 또한 돌림힘 벡터의 방향을 결정하는데 사용된다. 당신의 손가락이 힘의 방향을 가리키도록 가상의 회전힘의 회전축을 감싸쥘 때 엄지손가락은 돌림힘 벡터의 방향을 가리킨다.
예를 들어, 그 규칙을 직선도선에 흐르는 전류에 적용할 때 자기장의 방향은 (엄지손가락의 끝에서 보았을 때 반시계 방향인) 근본적인 물리현상이 아닌 이 관습의 결과이다.
엄지손가락이 전류의 방향을 가리키면 손가락은 자기력선의 방향을 가리킨다.

## 자기장과 교차하는 전기도선을 위한 오른손 법칙

### 소개
당신은 자기장과 교차하는 전기의 도선의 시나리오를 볼 수 있다. 교차하는 것은 도선이 수직으로 또는 자기장의 수직인 면에서 움직이고 있다는 사실을 말한다. 결과적으로 전류는 전기도선 내부에서 유도 될 것이다. 오른손 법칙은 전류의 방향을 확인하는데 사용된다. 영국의 공학자이자 물리학자인, 플레밍은 플레밍의 오른손 법칙을 발견했다.
1. 자기장의 방향을 확인해라. 자기장은 오른손 손바닥을 통과할 수 있다.
2. 그리고 나서, 엄지 손가락으로 도선의 방향을 가리킨다. 그리고 이것은 다른 네 개의 손가락들에 수직이어야한다.
3. 다른 네 개의 손가락들 방향이 전류의 방향이다.

## 오른손 법칙의 외적
두 벡터의 외적은 종종 물리학과 공학에서 우연히 만난다. 예를 들어, 정적과 동적에서 돌림힘은 지레의 길이의 힘의 외적이고, 각운동량은 선운동량과 거리로부터 비롯된 외적이다. 전기와 자기에서 대전된 입자가 자기장(B)에서 움직일 때 쓰여진 힘은 다음과 같다.
{\displaystyle \mathbf {F} =q\mathbf {v} \times \mathbf {B} }

### 움직이는 대전된 입자의 자기력
외적의 방향은 오른손 법칙의 적용에서 찾을 수 있다.
1. 당신의 집게 손가락은 첫번째 벡터 A의 방향으로 가리켜라
2. 당신의 중지를 두번째 벡터 B의 방향으로 가리켜라
3. 당신의 엄지는 외적 C의 방향을 가리킬것이다.

예를 들어, 자기장이 서쪽을 가리키는 곳에서 대전된 입자가 북쪽을 가리킬 때 합력은 위를 가리킨다.

## 적용
이 규칙의 첫번째 형식은 두 벡터의 외적의 방향을 결정하는데 이용된다. 이것은 물리학에서 외적이 일어나는 어느곳에서든 널리 사용되도록 이끈다. 물리량의 방향에 관련된 오른손 법칙의 목록이 밑에 주어져있다.(이것들 중 몇몇은 외적과 간접적으로 관련되어있다. 그리고 두번째 형태로 쓰인다.)
- 물체가 회전할때, 만약 오른쪽 손의 손가락이 물체의 곡선 지점을 따른다면, 엄지손가락은 회전의 축을 따라 각속도 벡터의 방향을 가리킨다.
- 돌림힘, 이것을 일으키는 힘, 힘의 작용점의 위치
- 자기장, 이것이 결정되는 위치. 그리고 이것을 일으키는 전류(또는 전기력선의 변화)
- 전선의 코일에서의 자기장과 전선에서의 전류
- 대전된 입자에서 자기장의 힘, 그자체의 자기장, 그리고 물체의 속도
- 유체의 흐름의 장에서, 어느 지점의 속도
- 자기장의 운동으로부터의 유도전류(플레밍의 오른손 법칙으로 알려짐)
- 데카르트 좌표의 조직 체계의 단위벡터 x,y,z,는 오른손 법칙을 따르도록 선택된다. 오른쪽 법칙의 통합된 체계는 종종 강체물리학과 운동학에서 사용된다.

## 같이 보기
- 회전 (벡터)
- 플레밍의 왼손 법칙
- ISO 2
- 포인팅 벡터
- 유사벡터
- 반사 (기하학)